# Aeroportul Internațional Spokane
Aeroportul Internațional Spokane (IATA: GEG, ICAO: KGEG, FAA LID: GEG) este un aeroport din Washington, Statele Unite ale Americii ce deservește zona Spokane. Aeroportul a fost tranzitat în 2019 de 4.112.784 de pasageri. A fost numit după zona deservită.
Situat la o altitudine de 727 m, aeroportul dispune de 2 piste.

## Infrastructură

### Piste
Eroare Lua în Modul:Runway la linia 26: attempt to concatenate local 'surface' (a nil value)